# Taramel·lita
La taramel·lita és un mineral de la classe dels silicats. Rep el nom per Torquato Taramelli (Bèrgam, 15 d'octubre de 1845 - Pàdua, 31 de març de 1922), professor de geologia de la Universitat de Pàdua (Itàlia).

## Característiques
La taramel·lita és un silicat de fórmula química Ba₄(Fe3+,Ti,Fe2+,Mg)₄(B₂Si₈O27)O₂Clx. Es tracta d'una espècie aprovada per l'Associació Mineralògica Internacional, i publicada per primera vegada el 1908. Cristal·litza en el sistema ortoròmbic. La seva duresa a l'escala de Mohs és 5,5.
Segons la classificació de Nickel-Strunz, pertany a «09.CE - Ciclosilicats amb enllaços senzills de 4 [Si₄O₁₂]8- (vierer-Einfachringe), sense anions complexos aïllats» juntament amb els següents minerals: papagoïta, verplanckita, baotita, nagashimalita, titantaramel·lita, barioortojoaquinita, byelorussita-(Ce), joaquinita-(Ce), ortojoaquinita-(Ce), estronciojoaquinita, estroncioortojoaquinita, ortojoaquinita-(La), labuntsovita-Mn, nenadkevichita, lemmleinita-K, korobitsynita, kuzmenkoïta-Mn, vuoriyarvita-K, tsepinita-Na, karupmøllerita-Ca, labuntsovita-Mg, labuntsovita-Fe, lemmleinita-Ba, gjerdingenita-Fe, neskevaaraïta-Fe, tsepinita-K, paratsepinita-Ba, tsepinita-Ca, alsakharovita-Zn, gjerdingenita-Mn, lepkhenelmita-Zn, tsepinita-Sr, paratsepinita-Na, paralabuntsovita-Mg, gjerdingenita-Ca, gjerdingenita-Na, gutkovaïta-Mn, kuzmenkoïta-Zn, organovaïta-Mn, organovaïta-Zn, parakuzmenkoïta-Fe, burovaïta-Ca, komarovita i natrokomarovita.
L'exemplar que va servir per a determinar l'espècie, el que es coneix com a material tipus, es troba conservat al Museu Nacional d'Història Natural, a París (França).

## Formació i jaciments
Va ser descoberta a les pedreres de marbre de Candoglia, a Mergozzo, dins la província de Verbano-Cusio-Ossola (Piemont, Itàlia). També ha estat descrita a Finlàndia, Suècia, els Estats Units, el Canadà i Mèxic.